# Yeşilkale, Kangal
Yeşilkale là một xã thuộc huyện Kangal, tỉnh Sivas, Thổ Nhĩ Kỳ. Dân số thời điểm năm 2011 là 229 người.